# Liste des épisodes de Notre belle famille
Cette page présente la liste des épisodes de la série télévisée Notre belle famille (Step by Step).

## Première saison (1991-1992)
1. La Surprise de l'année (Pilot)
2. Le Bal (The Dance)
3. Règlement intérieur (Rules of the House)
4. Anniversaire de mariage (First Anniversary)
5. Entreprises familiales (Frank & Son)
6. Le Jeu de cette famille (Pulling Together)
7. Le mariage n'est pas une plaisanterie (Yo-Yo's Wedding)
8. Oh, douce nuit… (Just for Kicks)
9. Vive le camping (Into the Woods)
10. Méfiez-vous des répondeurs (Mixed Messages)
11. Jour de trêve (A Day in the Life)
12. Carol achète une voiture neuve (The New Car)
13. Le Sens de l'organisation (Getting Organized)
14. La Lune de miel (Home Alone)
15. Le Permis de conduire (Drive, He Said)
16. Mark est un vrai dur (Bully for Mark)
17. La Famille du rock’n’roll (The Boys in the Band)
18. Carol retourne à l'école (School Daze)
19. Le Trianon Club (Country Club)
20. Papa se marie (Daddy's Girl)
21. La Leçon d'aviation (He Wanted Wings)
22. Concours de beauté (Beauty Contest)

## Deuxième saison (1992-1993)
1. L'Examen de passage (S.A.T. Blues)
2. La famille s'intéresse à Shakespeare (To B or Not to Be)
3. Franck fait la surenchère (Stuck on You)
4. JT fait de la télévision (JT's World)
5. Quelle vie de chien (It's a Dog's Life)
6. La Patronne (The Boss)
7. Ma fille est mannequin (Model Daughter)
8. Franck est maître à bord (Someone to Watch over Me)
9. Campagne électorale (The Making of the President)
10. Cas de conscience (Virgin Territory)
11. Restrictions budgétaires (Back to Basics)
12. Le Copain d'enfance (Boys Will Be Boys)
13. Cody est un homme riche (If I Were a Rich Man)
14. Dana a 17 ans (Happy Birthday, Baby)
15. Une femme dans le bâtiment (One of the Guys)
16. JT joue les stars (No Business Like Show Business)
17. Vive la Saint-Valentin (Love, Port Washington Style)
18. Destination Hawaï - {{#e|partie}} (Aloha - Part #')
19. Destination Hawaï - {{#|partie}} (Aloha - Part #')
20. L'Art de parler aux dames (No Way to Treat a Lady)
21. Mark joue au baseball (The Un-Natural)
22. Voyance (The Psychic)
23. La Vieille Maison (This Old House)
24. Double rendez-vous (Double Date)

## Troisième saison (1993-1994)
1. Dana et Cody brûlent les planches (Way-Off Broadway)
2. Faux départ (The Apartment)
3. Jamais le dimanche (Never on Sunday)
4. La Solution de facilité (The Paper Chase)
5. Le Monde à l'envers (Trading Places)
6. Les jeux vidéo rendent fou (Video Mania)
7. Moto à gogo (Hog Wild)
8. Cody s'étale (Down and Out in Port Washington)
9. Duo pour trois (The Marrying Dude)
10. Pas de deux (Sister Act)
11. Noël en prison (Christmas Story)
12. La Voiture d'occasion (Close Encounters of the Marital Kind)
13. Mauvaise fréquentation (Bad Girls)
14. Moi qui ai tout lu (Read All About It)
15. C'est dur d'apprendre à être un homme (Thirteen with a Bullet)
16. L'Ange gardien (My Bodyguard)
17. Jolies filles (Pretty Woman)
18. Un week-end cauchemardesque (Nightmare Weeken)
19. Naissance d'une vocation (Birth of a Salesman)
20. La Quarantaine rugissante (Feeling Forty)
21. L'Étrange Affaire du journal volé (The Case of the Missing Diary)
22. Les Grandes Espérances (Great Expectations)
23. Soir de bal (Prom Night)

## Quatrième saison (1994-1995)
1. Mark fait du karaté (Karate Kid)
2. Grandes premières (College Bound)
3. La Maison des animaux (Animal House)
4. Vocation ratée (Spoiled Sport)
5. Cody est amnésique (Revenge of the Nerd)
6. La Reine des courges (Something Wild)
7. C'est dur de grandir (Growing up is Hard to Do)
8. Quand l'enfant paraît (Beyond Therapy)
9. Gare à la chute ! (The Ice Cream Man Cometh)
10. La Fugue de Al (Letting Go)
11. Week-end en amoureux (Make Room for Daddy)
12. Noël n'est plus ce qu'il était (I'll Be Home for Christmas)
13. On ne m'achète pas (Can't Buy Me Love)
14. La Différence d'âge (Thirtysomething)
15. L'Eau dans le gaz (The Honeymoon is Over)
16. Touche pas à ma voiture (One Truck, Al Dente)
17. C'est dramatique (Head of the Class)
18. Vive les études (Back to School)
19. Coup de folie (She Came in Through the Bedroom Window)
20. Proposition indécente (Indecent Proposal)
21. Les champions ne sont plus ce qu'ils étaient (Where Have You Gone, Joe DiMaggio?)
22. Babysitting (Adventures in Babysitting)
23. Une petite fille sur le campus (Big Girl on Campus)
24. Un heureux événement (A Foster/Lambert Production)

## Cinquième saison (1995-1996)
1. Quand la petite sœur grandit (Little Sister Don’tcha)
2. Trois filles et un bébé (Three Girls and a Baby)
3. Vive la liberté (Party Animal)
4. La Grande Pleureuse (Midnight Caller)
5. La Nouvelle Femme de ménage (Maid to Order)
6. À l’est, rien de nouveau (Don't Ask)
7. Monsieur chips (Hello, Mister Chips)
8. Garde du corps de star (Roadie)
9. Roi d'un soir (The Wall)
10. Mise en boîte (Baby Come Back)
11. Étrange Veillée de Noël (The Flight Before Christmas)
12. Ratatouille (What's Wrong with This Picture?)
13. La Finale (Beautiful Ladies of Wrestling)
14. Le Tyran domestique (Torn Between Two Mothers)
15. Angoisse et soupçons (Snow Bunnies)
16. L'Admirateur inconnu (Secret Admirer)
17. Il faut savoir rester jeune (Forever Young)
18. Devine qui vient dîner ce soir ? (Guess Who's Coming to Dinner?)
19. Le Bon Choix (Do the Right Thing)
20. Un prince peut en cacher un autre (The Bodyguard Formerly Known as Prince)
21. Le Test (Major Pain)
22. Visite à Disneyworld - {{#e|partie}} (We’re Going to Disney World - Part #')
23. Visite à Disneyworld - {{#|partie}} (We’re Going to Disney World - Part #')
24. Les Hommes objets (Men at Work)

## Sixième saison (1997)
1. Bonjour Jean-Luc (Bonjour Jean-Luc)
2. Amour fou (Crazy Love)
3. Tant qu'il y aura des femmes (Walk Like a Man)
4. Ça va décoiffer ! (Shear Madness)
5. Drôle de jeu (The Kissing Game)
6. Vidéo mensonges (Sex, Lies and Videotape)
7. Émancipation (Road Trip)
8. Le Festival rock (Just Say Maybe)
9. Franchir le pas (She's the One)
10. Suprême aveu (The "L" Word)
11. Liberté chérie (Independence Day)
12. Monde cruel (Reality Bites)
13. Comme le temps passe (Locket Man)
14. Far West nous voilà ! (How the West Was Won)
15. L'Anniversaire de Lilly (Absolutely Fabio)
16. Mark est sur un coup (Loose Lips)
17. Un rendez-vous très important (The Big Date)
18. Le Choc des futurs (Future Shock)
19. Le Défi (Show Me the Money)
20. Beaucoup de bruit pour rien (It Didn't Happen One Night)
21. Un homme, un vrai (Macho Man)
22. Jalousie, quand tu nous tiens (Ain't Misbehavin)
23. Faits quotidiens (The Facts of Life)
24. Recyclage (Talking Trash)

## Septième saison (1997-1998)
1. Zéro pointé (Making the Grade)
2. Une star est née (A Star is Born)
3. Soupçons (Your Cheatin' Heart)
4. Les Risques du métier (Take This Job and…)
5. Amour et poésie (Poetic Justice)
6. L'amour ne s'achète pas (Can't Buy Me Love)
7. La Visiteuse du soir (Dream Lover)
8. Les filles s'amusent (Girls Just Wanna Have Fun)
9. Guerres froides (Goodbye, Mr. Chip)
10. Pères Noël en déroute (Too Many Santas)
11. Al victime de sa naïveté (Phoney Business)
12. En route pour la chapelle (Goin' to the Chapel)
13. Un petit tour et puis s'en vont (Feet of Clay)
14. La Corvée (Pain in the Class)
15. Strip-tease (The Half Monty)
16. Lambert contre Lambert (And Justice for Some)
17. La Doublure (The Understudy)
18. Le Retour de Cody (We’re in the Money)
19. La Nouvelle Maison (Movin’ On Up)